# Pont Nou de Manresa
Pont Nou de Manresa és un pont que travessa el riu Cardener situat a la carretera de Cardona, al costat del cementiri de Manresa, sobre el riu Cardener. Està localitzat al nord-oest de la ciutat de Manresa. Donava pas al camí ral de Manresa a Lleida. El 2013 va ser declarat BCIN. És un dels ponts medievals millor conservats de Catalunya, construït a principis del segle xiv sota la direcció de l'arquitecte barceloní Berenguer de Montagut, que també projectà les esglésies de la Seu i del Carme.

## Descripció
És un pont d'estructura gòtica que té una estructura de vuit arcs de mig punt, És una construcció feta amb carreus de pedra aixecada sobre el riu Cardener en l'entrada de la ciutat, amb la via totalment plana. Els arcs presenten les mateixes dimensions en alçada i amplada. Els talla-aigües en forma d'angles pugen fins a la barana del pont originant uns refugis triangulars a la via.

## Història

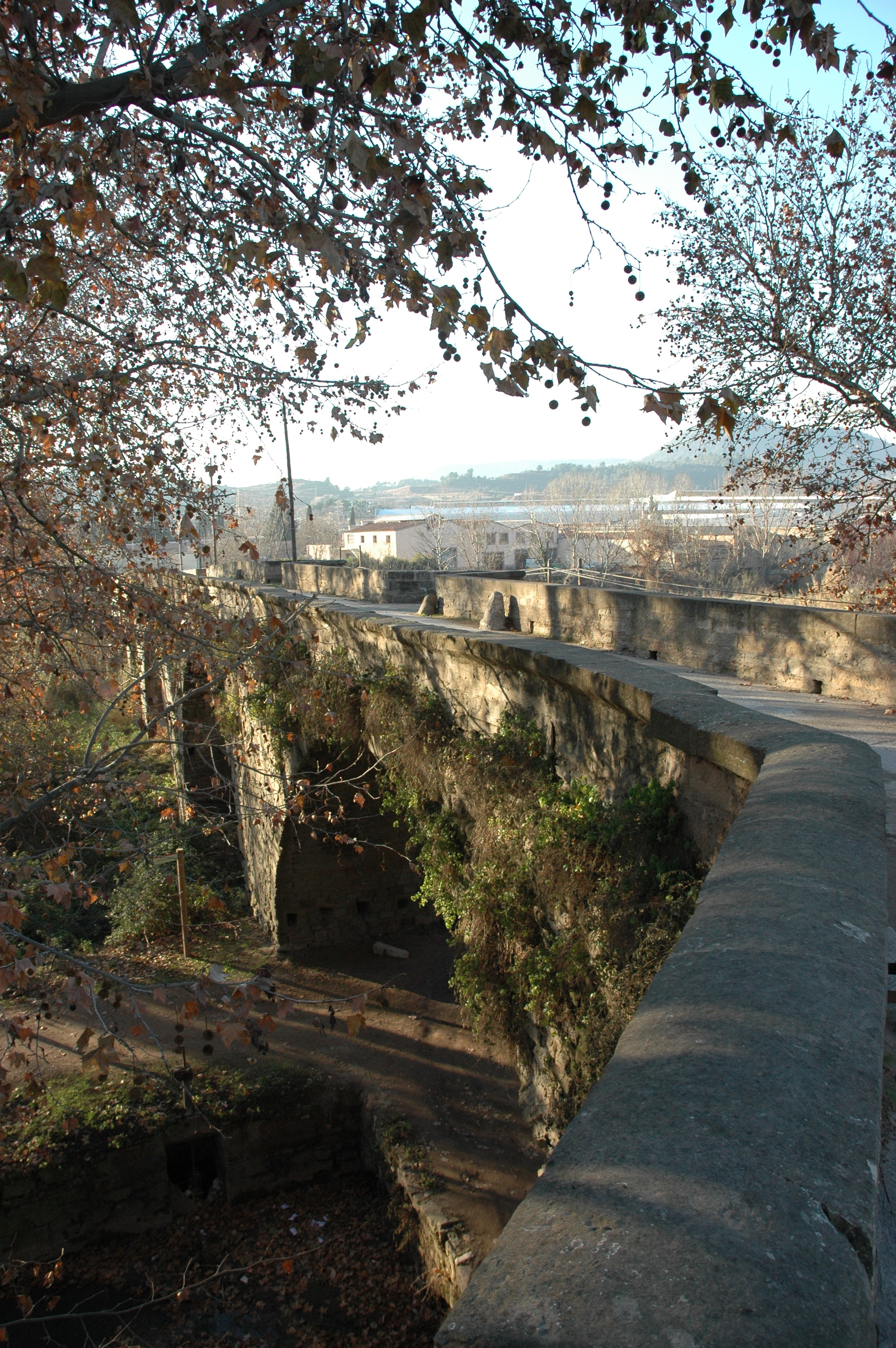
El pont Nou, al fons Collbaix (Manresa)

Fins a la construcció del Pont Nou, existia al terme de la ciutat de Manresa un únic pont  a sobre el riu Cardener, que va passar a ser conegut com a Pont Vell. Arrel del creixent pes econòmic i comercial de la ciutat, i de la seva situació com a nus de comunicacions dins la xarxa viaria de la Catalunya Central devia considerar se important la construcció d'un nou pont. Així es dotaria al camí ral de Lleida un pas estable sobre el riu.
El 18 de març de 1312, el rei Jaume el Just va concedir a la ciutat de Manresa la construcció d'un pont nou, que havia de facilitar la comunicació entre les poblacions dels dos marges del riu. Decretant, que per poder pagar l'obra, els transeünts haurien de pagar el pontatge estipulat, que era: Un diner per cada mul, un oval o malla per cada persona, un diner per cada vuit bous; i un diner per cada vint cabres o moltons i altres animals petits. L'arquebisbe de Tarragona va contribuir amb donatius i indulgencies als obrers, la realització de l'obra va ser donada al manresà Guillerm d'Artus.
Es creu que el pont podria haver estat acabat entre finals de l'any 1327 o principis del 1328.
Està documentat que s'hi van fer reparacions importants per causa de les riuades el 1617 i el 1756. El 1939 l'exèrcit republicà en retirada va volar-ne tres arcs, que es van refer el 1940.
Després d'haver estat tancat al trànsit rodat des del 2001 pel seu mal estat, durant l'any 2015 es van fer les obres de rehabilitació i reforç estructural, d'una part del Pont Nou, després d'un llarg procés d'estudi sobre les necessitats que requeria per solucionar el seu estat de degradació. Entre els mesos d'agost i novembre de 2022, es van acabar les obres de restauració de l'altra part que restava per intervenir